# Małogoszcz (gmina)
Małogoszcz est une gmina mixte du powiat de Jędrzejów, Sainte-Croix, dans le centre-sud de la Pologne. Son siège est la ville de Małogoszcz, qui se situe environ 21 km au nord de Jędrzejów et 26 km à l'ouest de la capitale régionale Kielce.
La gmina couvre une superficie de 145,37 km2 pour une population de 11 758 habitants.

## Géographie
Outre la ville de Małogoszcz, la gmina inclut les villages de Bocheniec, Henryków, Karsznice, Kozłów, Lasochów, Leśnica, Lipnica, Ludwinów, Mieronice, Mniszek, Rembieszyce, Wiśnicz, Wola Tesserowa, Wrzosówka, Wygnanów, Zakrucze, Żarczyce Duże, Żarczyce Małe et Złotniki.
La gmina borde les gminy de Chęciny, Jędrzejów, Krasocin, Łopuszno, Oksa, Piekoszów, Sobków et Włoszczowa.